# Laoennea renouardi
Laoennea renouardi is een slakkensoort uit de familie van de Diapheridae. De wetenschappelijke naam van de soort werd voor het eerst geldig gepubliceerd in 2020 door Jochum en Wackenheim.